# Pikovskij Ëgan
Il Pikovskij Ëgan (in russo Пиковский Ёган?) è un fiume della Russia, nella Siberia occidentale, affluente di destra del fiume Ob'. Scorre nell'Aleksandrovskij rajon dell'Oblast' di Tomsk.

## Descrizione
Il fiume scorre nel bassopiano della Siberia occidentale e ha origine da una zona paludosa. Scorre in direzione sud e sud-occidentale, la sua lunghezza è di 150 km, l'area del suo bacino è di 1 450 km². Il suo corso, che scorre per un tratto parallelo (a valle) a quello del Kievskij Ëgan, si snoda fra laghi e paludi. Sfocia nel canale Kievskaja (проток Киевская) sul lato destro dell'Ob'.
Il suo maggiore affluente (da destra) è l'Okunëvka (Окунёвка), lungo 57 km.